# Верни, Леонс
Франсуа Леонс Верни (фр. François Léonce Verny; 2 декабря 1830 года, Обена, Июльская монархия — 2 мая 1908 года, Обена, Третья Французская республика) — французский офицер и корабельный инженер, наиболее известный строительством военно-морского арсенала в Йокосуке, а также других инфраструктурных сооружений в Японии

## Биография

### Ранняя жизнь
Леонс Верни родился 2 декабря 1837 года в Обене, департамент Ардеш, в семье владельца бумажной фабрики. Он учился в Лионе, а затем в 1856 году поступил в Политехническую школу. С 1858 года учился в Институте прикладных морских наук в городе Шербур-ан-Котантен, где получил профессию морского инженера. Работал в морских арсеналах Бреста и Тулона.

### Работа в Китае
В 1862—1864 годах Верни был командирован в Китай, жил в Шанхае и Нинбо. Его работой там был надзор за строительством канонерских лодок и новой верфи для китайского флота. Параллельно с этим он исполнял обязанности французского вице-консула в Нинбо.

### Работа в Японии
Япония начала модернизацию в 1853 году, и правительство сёгуната Токугава решило построить современную военно-морскую верфь и арсенал в сотрудничестве с французским правительством. Верни убедил поехать в Японию его дальний родственник, французский посол в Японии Леон Рош в сентябре 1865 года. Верни получал годовую зарплату в размере 10 000 долларов. Он остался и после свержения сёгуната, продолжив работать на новое правительство Мэйдзи в общей сложности 12 лет, вернувшись домой во Францию 13 марта 1876 года.
Верни был назначен главным управляющим строительством военно-морского арсенала в Йокосуке в 1865 году. Йокосука была выбрана потому, что там был хорошо защищённый залив, расположенный в непосредственной близости от Иокогамы и Токио. В том же году он ненадолго вернулся во Францию, чтобы закупить все необходимое оборудование и нанять французских строителей и инженеров из Бреста, Тулона и Шербура (всего 45 семей), чтобы помочь организовать строительство арсенала. В течение нескольких месяцев во Франции Верни также помогал в переговорах о отправке французской военной миссии в Японию, состоящей из военных советников под руководством Жюля Брюне, чтобы помочь обучить и перевооружить армию сёгуната.
В Йокосуке Верни обучил 65 японских техников и нанял 2500 рабочих. Строительство самой верфи было лишь частью крупного проекта по развитию инфраструктуры, который охватывал строительство литейных заводов, печи для обжига кирпича, пороховых и оружейных заводов, акведука, были созданы современные предприятия и училища для подготовки японских техников.
Военно-морской арсенал в Йокосуке завершил строительство своего первого военного корабля «Йокосука-мару» в ноябре 1866 года, но запланированные две судоремонтные верфи, три верфи для строительства и металлургический завод не были завершены ко времени реставрации Мэйдзи. Первоначальные опасения, что французские инженеры, выступающие за сёгунат, будут заменены британскими инженерами, оказались беспочвенными, и Йокосука продолжала нанимать французских инженеров до 1878 года.
В дополнение к строительству арсенала в Йокосуке, Верни также построил четыре маяка в районе Токио, некоторые из которых все ещё существуют, такие как маяк в Дзёгасима, маяк Каннондзаки и маяк Нодзимадзаки. Он также построил маяк в Синагаве.
Леонс Верни также руководил строительством верфи в Нагасаки, крупнейшей в то время на Дальнем Востоке. В Кобе он построил металлургический завод, а также судоподъёмный эллинг.
Верни столкнулся с многочисленными трудностями во время своего пребывания в Японии, поскольку ожидания японского правительства и военных были очень высоки, но финансирование было очень ограниченным, и ему пришлось создавать большую часть необходимой инфраструктуры с нуля. Когда французский управляющий строительством китайского арсенала в Фучжоу посетил его в 1871 году, Верни отметил, что китайский бюджет был в три раза больше, чем у него.
Верни вернулся во Францию в 1876 году, после обучения японских техников и строителей.

### После Японии
По возвращении во Францию Верни поступил на работу в одну из крупнейших горнодобывающих компаний Франции в Фирмини в Рош-ла-Мольере в январе 1877 года и в сентябре 1895 года стал директором этой компании. Также он работал в Торговой палате Сан-Этьена (1881—1900), секретарём которой был с 1883 по 1896 год. Впоследствии он был награждён орденом Почётного легиона.
Верни умер 2 мая 1908 года в своём доме в Пон-д’Обена.

## Наследие

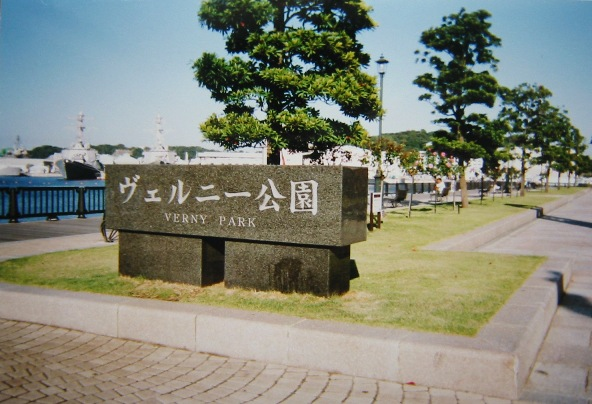
Парк имени Верни в Йокосуке.

Арсенал в Йокосуке одним из главных арсеналов Императорского флота Японии в XX веке. Там строились линкоры, такие как «Ямасиро», и авианосцы, такие как «Хирю» и «Сёкаку».
Леонса Верни помнят в Японии как символа модернизации и дружбы с Францией. В его честь был построен парк на набережной в Йокосуке, с бронзовым бюстом Верни и небольшим музеем. Мемориальный музей Верни расположен недалеко от места бывшего военно-морского арсенала.
Сухие доки, построенные Верни, всё ещё целы и в настоящее время используются Военно-морским флотом США в Йокосуке.